# BBC HD
BBC HD é um canal de televisão em alta definição de propriedade da BBC. No Brasil o canal possuía uma programação exclusiva para o país com áudio original e legendas, com alguns programas em português. Também haverá produções com conteúdo brasileiro, o canal ainda está em fase de negociações com as operadoras de TV por assinatura.
No Reino Unido, os testes começaram em 15 de maio de 2006 tornando-se permanente em 1º de dezembro de 2007. O primeiro programa exibido no canal em HD foi o Planet Earth, exibido em 27 de maio de 2006. Como parte do plano de cortes da BBC o canal foi substituído por um canal único em HD da BBC Two, o BBC Two HD, lançado em 26 de março de 2013.

## História
Inicialmente a BBC Trust aceitou em transmitir o canal BBC HD por um período de testes de 12 meses (teste de avaliação pública), começando em maio de 2007, mas esse período foi prorrogado e finalizado em junho de 2008. Isto permitiu com que os executivos da BBC aprovassem o lançamento do canal em alta definição, este anunciado pela BBC Trust.

## Versões internacionais
Em junho de 2008 foi lançado na Austrália no sistema Foxtel HD+, mais tarde, em 15 de novembro de 2009 foi substituído pela UKTV HD.
Em 2008, nos Estados Unidos, durante uma exibição da BBC World News America foi anunciado o canal BBC America HD que seria lançado naquele mesmo ano, mas não havia iniciado as transmissões até 20 de julho de 2009.
Em 3 de dezembro de 2008 foi lançado nos países nórdicos, sendo o terceiro canal internacional da BBC HD, depois da versões do Reino Unido e Austrália.
Em 31 de agosto de 2011, iniciou as transmissões no México através da Dish México e posteriormente foi incluso na Cablevisión.
Em 1 de fevereiro, começou a transmitir no Peru através Movistar TV.

### No Brasil
Em 28 de maio de 2012 foi lançado no Brasil através da NET pela numeração 531. Anteriormente a BBC proprietária do canal tentou fazer uma negociação com a Globosat para que o canal fosse disponibilizado no país, mas o acordo não foi a frente. Em abril de 2013 o canal passará a ter atrações do canal Cbeebies aos finais de semana e blocos de gastronomia durante o horário imposto pela lei do SeAc da Agência Nacional do Cinema.
Em 1 de setembro, foi substituído pelo BBC Earth

## Serviço
A BBC aprovou fornecer um serviço de cerca de onze horas por dia, em torno das 14:00 até a madrugada, com alguma flexibilidade para estender-se além disso, para permitir a cobertura de esportes ao vivo significativo ou outros eventos. A BBC Trust afirmou que o serviço deveria estar disponível na TV a cabo e por satélite, assim como a licença de serviço foi eficaz, e o canal teve seu lançamento oficial em 1 de dezembro de 2007. A decisão de fornecer no início para a Freeview de quatro horas durante a noite cronograma foi colocada em espera com a opção preferencial de fornecer o serviço de nove horas completo o mais breve possível, o que seria revisto na primavera de 2008, quando haveria uma maior clareza sobre o espectro de largura de banda e transmissão de normas para a televisão digital.
O canal BBC HD é um gênero misto de serviço. O seu objetivo, na medida do possível, é mostrar programas produzidos em HD a partir de outros canais da BBC. Estes são transmitidos em HD, não convertido na definição padrão (SD). Qualquer programa pode conter até 25% do material não-HD convertido para o SD—por exemplo, fotos de arquivo em um documentário. Alguns formatos em alta definição de gravação como o HDV, bem como alguns formatos de cinema como o 16 mm que são considerados pela BBC como "não-HD".
O conteúdo vem do portfólio dos canais de televisão da BBC. Verificou-se pela BBC Trust da PVT que havia um apoio considerável para a BBC HD mostrar os programas no horário nobre que mais se beneficiariam da elevação para HD, e não ser apenas um canal que seria em simulcast do BBC One em programas exibidos no exato momento. Em 28 de maio de 2010, foi anunciado que o canal BBC HD iria estender seu horário de transmissão regular de cerca de nove horas por dia para doze horas. O anúncio coincidiu com o lançamento do canal BBC One HD, em alta definição, simulcast da BBC One, que começou a ser transmitido em 3 de novembro de 2010. Isso deixa o canal BBC HD separado para exibir o restante da programação da BBC.
Enquanto o canal está fora do ar, a BBC transmite o BBC HD Preview, que mostra clipes de programas apresentados no canal como um meio de auto-promoção para o serviço. Estes clipes são intercaladas com a identidade do BBC HD e da afinação do Test Card X e do BLITS, que testam a qualidade da imagem e da posição e da qualidade do som surround, respectivamente.